# Louis Hébert
Louis Hébert (Parigi, 1575 – Québec, 1627) è stato un farmacista francese.
Fu il primo colono francese a stabilirsi in modo permanente in Nuova Francia. 
Hébert, in viaggio assieme alla spedizione di Samuel de Champlain, arrivò in Acadia per la prima volta nell'estate del 1606 e poi, dopo una seconda spedizione, nel 1610. Come farmacista, Hébert curò sia i francesi che gli amerindiani. Dopo la distruzione di Port-Royal da parte degli inglesi, Hébert dovette tornare nuovamente a Parigi.
Nell'inverno 1616-17 Hébert si ritrovò con Champlain il quale stava cercando di essere aiutato per promuovere la colonizzazione del Québec. Questo avamposto, che era sopravvissuto per circa una decina di anni, sembrava per Hébert un buon posto per fondare una colonia. Hébert ottenne da Champlain un favorevole contratto sul commercio di pellicce. Così, dopo aver venduto la sua casa di Parigi, insieme alla moglie Marie Rollet e ai tre figli, Anne, Guillemette e Guillaume si imbarcò sulla nave Honfleur. Negli anni successivi la famiglia di Hébert riuscì ad impiantare una fattoria dove si produceva granaglie.
Nel 1620, quando Champlain dovette tornare in Francia, Hèbert divenne procuratore della colonia. Nel frattempo riuscì a stabilire buoni rapporti con i nativi.
Nel 1627 morì dopo un inverno rigido.